# Bifurcifer afghanus
Bifurcifer afghanus är en fjärilsart som beskrevs av Ebert 1968. Bifurcifer afghanus ingår i släktet Bifurcifer och familjen tandspinnare. Inga underarter finns listade i Catalogue of Life.